# Diet Sayler
Diet Sayler, né 1939 à Timișoara, en Roumanie, est un peintre et sculpteur allemand associé depuis le début des années 1960 à l'art concret.

## Biographie

### Formation, œuvres de jeunesse
Diet Sayler étudie l’ingénierie en génie civil à l’université Politehnica Timișoara, de 1956 à 1961, et la peinture dans la classe de Julius Podlipny (en). Au début des années soixante, il développe une peinture abstraite qui est critiquée comme occidentale et décadente, et donc exclue de toute exposition. Ce n’est qu’en 1968, lors du Printemps de Prague, que l’exposition « 5 jeunes artistes » (Bertalan, Cotosman, Flondor, Molnar, et Sayler), à la Galerie Kalinderu (Bucarest), peut montrer pour la première fois de l’art abstracto-constructiviste en Roumanie. C’est un choc violent. D. Sayler s’installe à Bucarest, et peut exposer à l’étranger, mais n’est pas autorisé à voyager. En 1971 le climat politique change. Le printemps des réformes à Bucarest se termine, et de ce fait, le travail de D. Sayler ne peut plus être montré. Il donne plusieurs interviews à la presse étrangère et par conséquent, devient très isolé.

### Émigration et expositions internationales

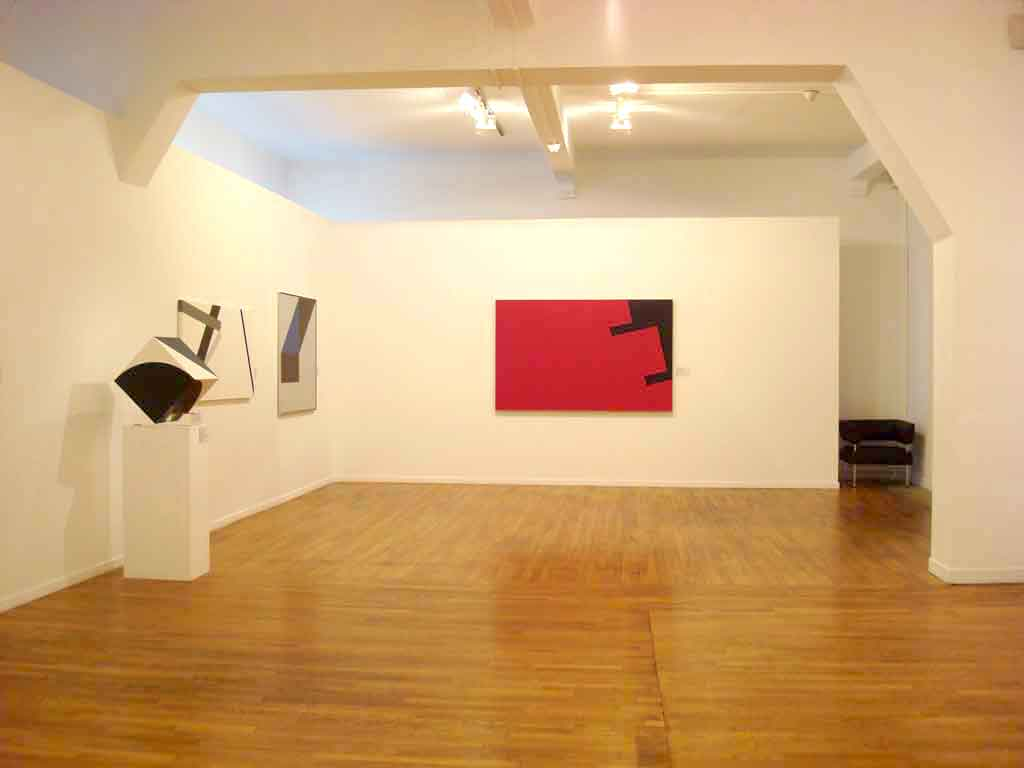
L'Oblique, Musée de Montbéliard, 2009

En émigrant en Allemagne en 1973, Diet Sayler place le centre de sa vie et de son travail à Nuremberg, où dès 1976, désormais, il travaille aussi comme enseignant tout en continuant son chemin artistique. En 1975, il présente pour la première fois ses travaux au Grand Palais à Paris. Puis viennent des expositions personnelles à la galerie Grare (Paris), la galerie Hermanns (Munich), la galerie Lorenzelli (Milan), et la galerie Edurne (Madrid). Il présente actuellement ses œuvres dans de nombreux pays d’Europe occidentale, et aussi au Brésil, au Japon et aux États-Unis. En 1990, après la chute du Rideau de fer, des rétrospectives de Diet Sayler sont présentées en Europe de l’Est, au Musée Tchèque (Prague), au musée Vasarely (Budapest), et au Musée National (Bucarest). Les séries d’expositions « Concrètes » (« Konkret »), dont il est le directeur, sont internationalement reconnues. Y participe une centaine d’artistes, dont Dan Flavin, Ellsworth Kelly, Kenneth Martin, Vera Molnár, François Morellet, Aurélie Nemours, Mario Nigro, Leon Polk Smith (en) et Jesús-Rafael Soto. En 1988, D. Sayler organise l’exposition franco-allemande « Construction et Conception » à Berlin. La même année, il reçoit le prix Camille Graeser à Zurich. Outre ses expositions de peinture, de gravures, de sculptures, de photographies, il réalise une série d’installations sur site spécifiques : Galerie Grare à Paris ; Palazzo Ducale à Gênes ; East West Gallery à New York; St. Peter’s à Cambridge; Gallery A à Londres ; cathédrale d'Ely à Ely ; University Gallery à Pilsen, en République tchèque ; MUWA, Graz, en Autriche ; Museo CAMEC, La Spezia, en Italie.

### Enseignement
De 1992 à 2005, Diet Sayler est professeur à l’Académie des beaux-arts de Nuremberg. En 1995, il enseigne en tant que professeur invité à l’Académie nationale des beaux-arts d’Oslo. Professeur émérite, il dirige en 2006 la XIIIe Académie d’été de Plauen (Allemagne).

### Œuvres
Dans sa jeunesse, Diet Sayler montre un grand intérêt pour Malevich et Brancuși. Au début de sa carrière, il est inspiré surtout par le suprématisme et par l’art de la Révolution russe. Il étudie les théories et les œuvres de De Stijl et du Bauhaus. Puis il emprunte au Dadaïsme le principe de hasard, sur lequel se base son travail. Diet Sayler en vient à l’art concret par opposition à la réalité politique et à la doctrine du réalisme socialiste. Le goût du changement est une constante dans son travail. Ses premières œuvres sont très colorées. Puis, dans les années où il est critiqué et rejeté, la couleur disparaît, et il n’utilise que le noir et le blanc. Après le choc culturel de l’émigration, il emploie seulement de fines lignes noires sur des toiles blanches. Vers la fin des années 1980, il développe un système d’éléments de base, qui deviennent un répertoire dans sa peinture. La couleur réapparaît. Il réalise Malstücke, Bivalences, et Wurfstücke. À la fin des années 1990, il crée des œuvres murales : Wandstücke et Engrammes (« Norigrammes »), installations spécifiques sur site, en architecture urbaine. En parallèle, il développe des Fugues, spécialement conçues pour les espaces des musées, des églises ou des galeries.

## Musées
- Albertina, Vienne

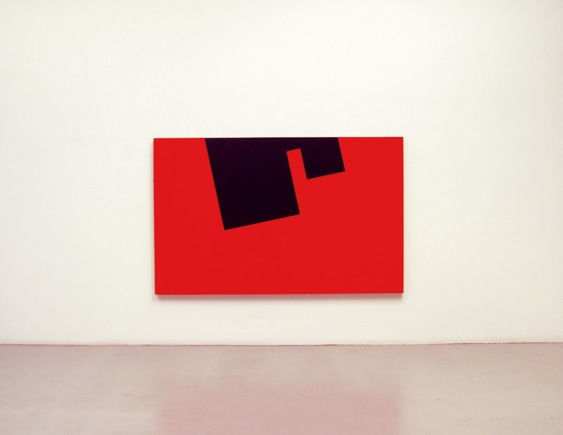
Duccio 2004, Museum Ritter, Waldenbuch

- Birmingham Museum and Art Gallery, Birmingham
- Museum of Modern Art, New York
- Musée de Grenoble, Grenoble
- Kunstmuseum Bayreuth, Bayreuth
- Museum für Konkrete Kunst, Ingolstadt
- Neue Galerie (de), Cassel
- Wilhelm Hack Museum, Ludwigshafen
- Neues Museum Nürnberg, Nuremberg
- Kunstforum Ostdeutsche Galerie, Ratisbonne
- Museum Ritter, Waldenbuch
- Museum im Kulturspeicher, Wurtzbourg
- Musée national d'art de Roumanie, Bucarest
- Muzeul de Artă Timișoara, Timișoara
- Museu de Arte Moderna do Rio de Janeiro, Rio de Janeiro

## Expositions (sélection à partir de 2000)
- 2013

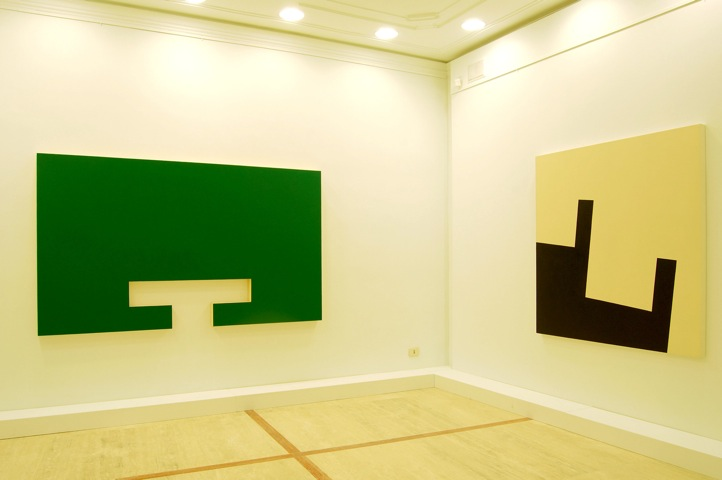
One Man Show, fortunaarte, Messina, 2008

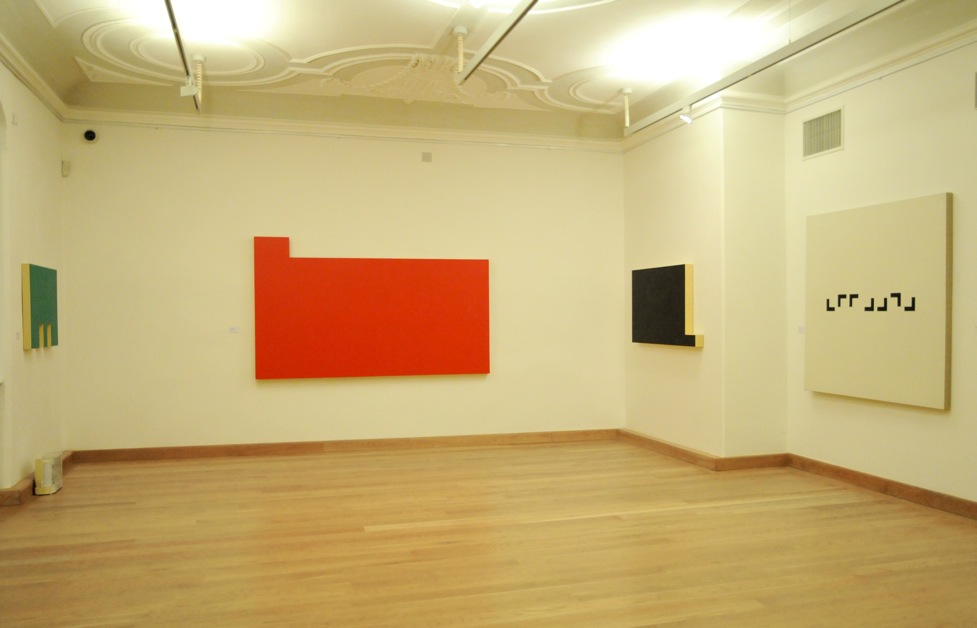
One Man Show, Kunstmuseum Bayreuth, 2009

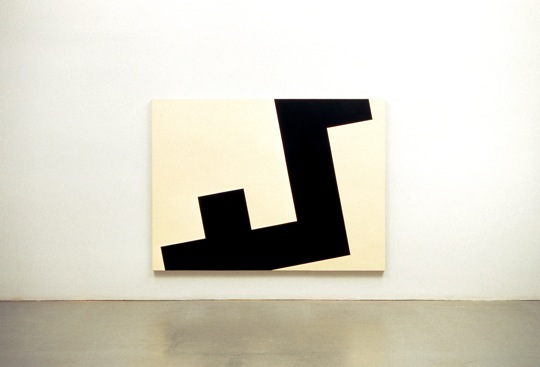
Teodosio 2002, Acryl auf Leinwand, collection privée, Nuremberg

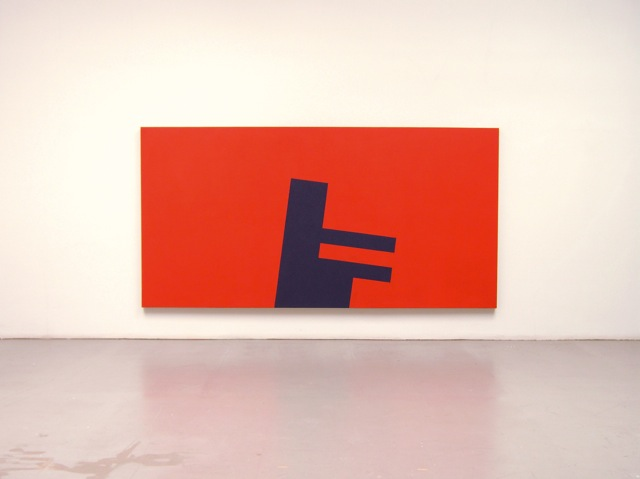
Gargano 2005, Acryl auf Leinwand,

  - Diet Sayler: Die Realität der Poesie. Neues Museum Nürnberg
  - Neue Galerie – neu gesehen. Neue Galerie, Cassel
  - Structure & Énergie. The Need for Abstraction. 418 Gallery, Bucarest
- 2012
  - Chance as Strategy. Vasarely Muzeum, Budapest
  - Ornamentale Strukturen. Kunstverein Pforzheim
  - Künstler aus Rumänien im Ausland. Galerie Emilia Suciu, Ettlingen
- 2011
  - Schöne Aussichten. Wiedereröffnung der Neuen Galerie. Neue Galerie, Cassel.
  - Ornament - Seriality. Vasarely Museum Budapest.
  - De lineas, formas, medidas, color y materia. Galeria Edurne, Madrid.
  - Diet Sayler: Norigramme. Muzeul de Arta, Timisoara.
  - Ornamental Structures. Stadtgalerie Saarbrücken.
- 2010
  - Diet Sayler: Fuga ligure. Museo CAMeC, La Spezia.
  - Diet Sayler: Fuge. Museum der Wahrnehmung, Graz.
  - Couleur & Geometrie. Actualité de l´art construit européen. Musées de Sens.
  - Die Neue Galerie - Auftritt im Schloss Neue Galerie, Cassel.
  - Twentysix Gasoline Stations Ed Altri Libri DArtista. Museo Regionale di Messina.
- 2009
  - Diet Sayler: Malerei lügt nicht. Kunstmuseum Bayreuth.
  - L'oblique. Musée du Château de Montbéliard.
  - Diet Sayler: La Pittura non mente. Fortuna Arte, Messina.
  - Reflections upon Drawing. BWA Lublin.
  - Spazio Libro d’Artista. Palazzo Manganelli, Catania.
  - Sehen ganz nah und sehr fern. Städtische Galerie Erlangen.
- 2008
  - Diet Sayler. Galerie Ursula Huber, Basel.
  - Diet Sayler. Galerie der Moderne, Munich.
  - Diet Sayler. Retrospektive Städtische Galerie Erlangen.
  - Arhiva Demarco. Brukenthal National Museum Sibiu.
  - Dialog der Generationen. Forum konkrete Kunst, Erfurt.
  - Intelligible Non-Violent. Art Atlas Sztuki, Lodz.
- 2007
  - Still & Konsequent. Die Sammlung Uwe Obier, Kunstverein Siegen.
- 2006
  - Bewegung im Quadrat. Museum Ritter, Waldenbuch.
  - Kolekcja W centrum wydarzen. Zacheta, Lublin.
  - Diet Sayler. University Gallery Pilsen.
  - Diet Sayler und Tatsushi Kawanabe. kunst galerie fürth, Fürth.
  - Diet Sayler. BWA Lublin.
  - Motiva. Austria Center Vienna, Wien.
  - Square. Eröffnungsausstellung Museum Ritter, Waldenbuch.
  - Identidades. Galeria Edurne, Madrid.
- 2005
  - Stets Konkret. Die Hubertus Schoeller Stiftung. Leopold Hoesch Museum, Düren.
  - Diet Sayler. Galerie Uwe Sacksofsky, Heidelberg.
  - La boite en valise oder Die Neue Welt liegt mitten in Europa. Academy of Fine Arts, Prague.
  - Gelb und Gold. Galerie Linde Hollinger, Ladenburg.
  - experiment konkret. Museum für Konkrete Kunst, Ingolstadt.
- 2004
  - Europa konkret. Altana Galerie, Dresde.
- 2003
  - Kunst zeigt, was man nicht sieht. Städtische Galerie Erlangen.
  - Diet Sayler. Galerie Linde Hollinger, Ladenburg.
  - Diet Sayler. Galerie Kunst im Gang, Bamberg.
  - Konkrete Kunst - Einheit und Vielfalt. Kunsthalle Villa Kobe, Halle.
- 2002
  - Segni e contesti. Studio B2, Genua.
  - Diet Sayler., Nottingham Trent University.
- 2001
  - Diet Sayler: Geometria e tempo. Palazzo Ducale, Gênes.
  - Kunst für Kaliningrad-Königsberg. Kaliningrad State Art Gallery.
- 2000
  - Diet Sayler. Czech Museum of Fine Arts, Prag.
  - Diet Sayler. Retrospective Kettle´s Yard, Cambridge.

## Monographies et catalogues
- Anca Arghir, Eugen Gomringer: Diet Sayler. Veränderung. Galerie Herrmanns, Munich 1979.
- Lucio Barbera, Saro Gulletta: Diet Sayler. 18 Aprile – 31 Maggio 2009, galeria fortuna arte: Messina 2009.
- Max Bense, Diet Sayler: Diet Sayler. Ausstellungskatalog [Zeichnungen, Bilder, Fotos; Ausstellung vom 16. Mai - 9 Juni 1978, Studiengalerie, Studium Generale, Univ. Stuttgart]. Stuttgart 1978.
- Viana Conti, Pier Giulio Bonifacio, Hanswalter Graf, Diet Sayler: Geometrie di confine. Tre casi. Bonifacio Graf Sayler; dal 19 gennaio al 18 febbraio 1995. Galleria Orti Sauli. Genova 1995.
- Richard W. Gassen, Roxana Theodorescu, Jan Sekera, Michael Harriso, Vera Molnar, Lida von Mengden, Dora Maurer, Jan Andrew Nilsen, Waldo Balart, Nathan Cohen, Paul Brand, Ward Jackson, Mel Gooding, Joachim Heusinger von Waldegg, Paul Gherasim: Diet Sayler. Monographie, Verlag für moderne Kunst, Nuremberg 1999.
- Eugen Gomringer; Diet Sayler: fünf linien. fünf worte. Mappenwerk. Ingolstadt 1976.
- Eugen Gomringer, Hans Jörg Glattfelder, Lida von Mengden, Herwig Graef, Vera Molnar, Ruth Ziegler, Ewald Jeutter, Michael Eissenhauer, Michael Harrison, Vincenzo Accame : Sich ein Bild machen von Diet Sayler. Monographie. Graef Verlag, Nuremberg 2007.
- Saro Gulletta, Lucio Barbera, Ruth Ziegler, Vincenzo Accama, Michael Eissenhauer, Marcello Faletra, Michael Harrison, Herwig Graef, Diet Sayler, Diet: La pittura non mente. Painting does not lie. Monografia. Magika Edizioni. Messina 2009.
- Bernhard Kerber, Diet Sayler: Diet Sayler. Mai 1984, Ausstellungskatalog, Galerie Brigitte Hilger, Aachen. Aix-la-Chapelle 1984.
- Lida von Mengden: Diet Sayler. Monographie. Verlag für moderne Kunst, Nuremberg 1994.
- Jürgen Morschel, Diet Sayler: Diet Sayler. Linien. 6. Juni-14. August 1982 Artforum Frankfurt. Francfort 1982.
- Uwe Obier: Vera Röhm, Diet Sayler. 5. Juli - 11. August 1991. Städtische Galerie Lüdenscheid 1991.
- Diet Sayler : Fünf Linien. Text von Elisabeth Axmann. Mappenwerk. Friedberg 1983.
- Diet Sayler : Sieben Linien. Text von Heiner Stachelhaus. Mappenwerk. Friedberg 1983.
- Diet Sayler: Vier Linien. Text von Dietmar Guderian. Mappenwerk. Friedberg 1983.
- Diet Sayler (Hg.): 10 Jahre Klasse Sayler. Akademie der Bildenden Künste in Nürnberg, 1993 - 2003; [anlässlich der Ausstellungen Klasse Sayler: Kunstverein Hochfranken Selb 1. Juni - 12. Juli 2003, Akademie der Bildenden Künste Nürnberg 12. November - 14. Dezember 2003]. Nuremberg 2003.
- Lucie Schauer: Vera Röhm, Diet Sayler. Körper Zeit Bewegung; Neuer Berliner Kunstverein 10. April - 12. Mai 1990; Wilhelm-Hack-Museum Ludwigshafen 11. August - 23. September 1990. Neuer Berliner Kunstverein. Berlin 1990.
- Helmut Schneider, Diet Sayler: Diet Sayler. Ausstellung 3. März - 30. April 1983 Galerie Hermanns. Galerie Hermanns. Munich 1983.
- Peter Volkwein: Diet Sayler, Basis-Konzepte. Museum für Konkrete Kunst Ingolstadt, 19. März 1993 - 18. April 1994; Muzeul Banatului, Timisoara, 15. Oktober - 30. November 1993; BWA Museum, Lublin, 10. Dezember 1993 - 26. Januar 1994. Ingolstadt 1994.